# Боніфацій V
Боніфа́цій V (лат. Bonifacius; ? — 25 жовтня 625), шістдесят дев'ятий папа Римський (23 грудня 619—25 жовтня 625), за походженням неаполітанець, який вступив на папський престол більш ніж через рік після смерті папи Адеодата I. Причиною цього став бунт екзарха Равенни євнуха Елевтерія. Проте, претендент від партії патриціїв не дістався Риму, оскільки був убитий своїми ж прихильниками.
Боніфацій V намагався надати церковним звичаям щодо спадкування статусу законів, встановив правило «недоторканості сховища» для осіб, яких переслідувала влада і які переховувались у церковних святинях, реорганізував церковну структуру в Англії.

## Джерело
- Liber Pontificalis (ed. Duchesne), I, 321—322